# Masonara
× Masonara, (abreviado Msna) en el comercio, es un híbrido intergenérico entre los géneros de orquídeas Aganisia × Batemannia × Colax × Otostylis × Promenaea × Zygopetalum × Zygosepalum. Fue publicado en Orchid Rev. 99(1177) cppo: 13 (1991).